# Jacques Hubert

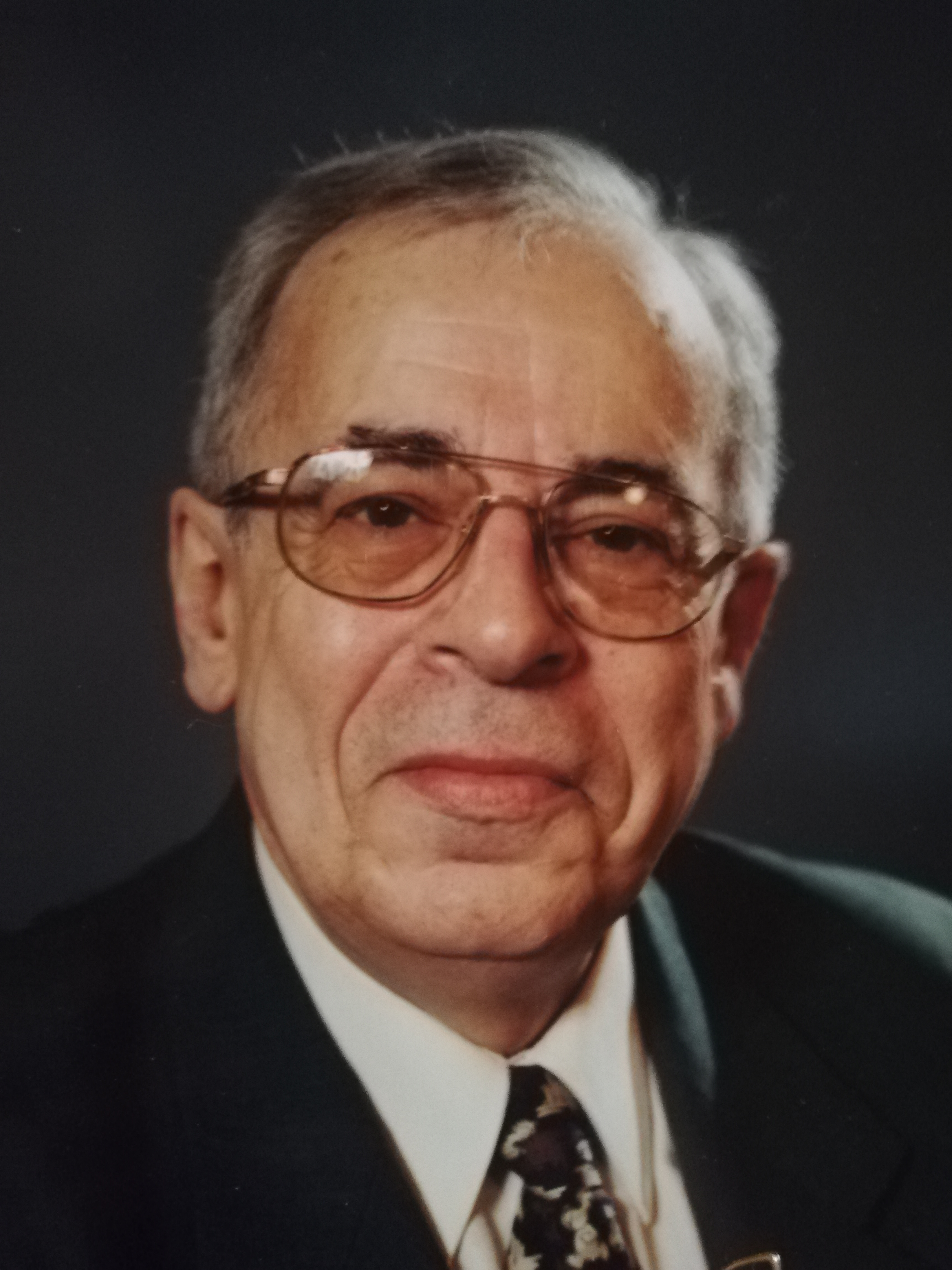
Jacques Hubert

Jacques Hubert (Charleroi, 1 januari 1940 - aldaar, 24 juni 2000) was een Belgisch extreemrechts politicus. 

## Levensloop
Hubert werd beroepshalve ingenieur-technicus in openbare werken. Hij werkte op verschillende werven in België en was daarna tussen 1983 en 1987 als leraar actief in Burundi, alvorens terug te keren naar België en in de streek van Charleroi aan de slag te gaan als leraar in het technisch onderwijs. 
Aanvankelijk militeerde Hubert tot 1982 voor de rechts-libertaire partij UDRT om daarna op te schuiven richting extreemrechts. In Charleroi richtte hij met de toestemming van partijvoorzitter Daniel Féret een afdeling op van het Front National en werd hij aangesteld tot politiek secretaris van het partijcomité in Groot-Charleroi. In oktober 1994 werd hij voor deze partij verkozen tot gemeenteraadslid van Charleroi en zou dit blijven tot aan zijn overlijden in juni 2000. Van 1994 tot 1996 was hij eveneens de fractievoorzitter van de FN in de gemeenteraad. In mei 1995 werd Jacques Hubert tevens verkozen in het Waals Parlement en in het Parlement van de Franse Gemeenschap, waar hij tot aan de verkiezingen van 1999 bleef zetelen.
In april 1996 verliet Hubert het FN, naar eigen zeggen uit ontevredenheid over het gebrek aan interne democratie en de bedenkelijke boekhoudkundige praktijken binnen de partij, en stichtte hij de Parti communautaire national-européen (PCN), waarvan hij ondervoorzitter werd. Reeds in januari 1997 verliet hij de partij en stichtte hij het Front de la Nation Belge-Parti. De partij diende bij de Waalse verkiezingen van juni 1999 een lijst in in het arrondissement Charleroi, waarvoor Hubert kandidaat was, maar behaalde onvoldoende stemmen voor een zetel. Later dat jaar vervoegde hij uiteindelijk de extreemrechtse beweging Nation.